# Смоленські унійні архієпископи
Смоленські унійні архієпископи ― архієпископи Смоленської архієпархії Руської Унійної Церкви з 1625 р. до 1778 р., з 1667 р. ― титулярні.

## Архієпископи[1]
- Сергій (1621—1624)
- Лев Кревза-Жевуський (1625―1639)[2]
- Андрій Кваснинський-Злотий (1640―1665)
- Варлаам Козинський (1665 ― 21 квітня 1666), номінат
- Михайло Пашковський (1666―1670)
- Митрофан Соколинський-Друцький (1671―1690)
- Юрій Малеєвський (1690 ― 6 травня 1696)
- Йосафат Гуторович (1697—1702)
- Кирило Шипило (1703), номінат
- Ґедеон Шумлянський (1703 ― 14 лютого 1706)
- Михайло Тарновський-Ґротус (1711 ― 18 лютого 1718)
- Лаврентій Соколинський-Друцький (1719 ― 15 травня 1727)
- Антоній Томилович-Лебецький (1736 ― 23 квітня 1745)
- Полікарп Мигуневич (1747), номінат
- Цезарій Стебновський (13 листопада 1754 ― 22 травня 1762)
- Іраклій Лісанський (червень 1762 ― 14 березня 1771)
- Йосиф Лепковський (14 березня 1771 ― 2 вересня 1778)